# Salem (englische Band)
Salem ist eine englische New-Wave-of-British-Heavy-Metal- und Rock-Band aus Kingston upon Hull, die 1979 gegründet wurde, sich 1983 auflöste und seit 2009 wieder aktiv ist.

## Geschichte
Bei Salem handelte sich um das Nachfolgeprojekt der Ethel-the-Frog-Mitglieder Paul Conyers (Schlagzeug) und Paul Tognola (E-Gitarre, Gesang), das gegründet wurde, nachdem sich der Zerfall der vorherigen Band abzeichnete. Die Band wurde Ende 1979 gegründet und bestand neben Tognola und Conyers aus dem Bassisten Ade Jenkinson und dem Gitarristen Paul Macnamara, den der Rest der Band am 2. Januar 1980 im The Red Lion Pub in Anlaby kennengelernt hatte. Nachdem die ersten Songs geschrieben und die ersten lokalen Auftritte absolviert worden waren, wurde am. 4. Januar 1981 ein erstes Demo in den Fairview Studios in Willerby aufgenommen. Das Demo enthält vier Lieder. Im März verließ Tognola die Besetzung und wurde durch den Sänger Simon Saxby und den Gitarristen Mark Allison ersetzt. Es schlossen sich weitere

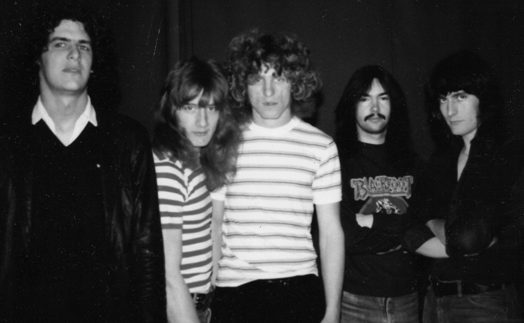
Salem im Jahr 1983

lokale Konzerte an. Am 4. April 1982 wurde bei ihrem eigenen Label Hilton Records die selbstfinanzierte Doppel-A-Single Cold as Steel/Reach to Eternity veröffentlicht. Die Aufnahmen hierzu hatten wieder in den Fairview Studios stattgefunden. Die Single hatte eine Auflage von 500 Stück. Im folgenden Monat schloss sich ein Interview mit Paul Macnamara und dem Magazin Kerrang an. Paul Conyers verließ die Gruppe, um sich um andere Projekte zu kümmern und wurde durch Paul „Animal“ Mendham ersetzt. Es schlossen sich weitere Konzerte im Norden Englands an. Zudem wurde das nächste Demo aufgenommen. Dieses 1983er Demo umfasst fünf Songs. Nach dem Sieg beim Battle of the Bands im Huddersfield Polytechnic wurde im September Sound Studio in Huddersfield ein weiteres Demo am 23. März 1983 aufgenommen. Da jedoch der erhoffte Plattenvertrag ausblieb, löste sich die Band nach einem letzten Auftritt am 31. Mai 1983 in Kingston upon Hull auf. Die Mitglieder widmeten sich danach anderen Projekten.
2009 begann Salem die Zusammenarbeit mit High Roller Records und Pure Steel Records, woraufhin im folgenden Jahr die Kompilation In the Beginning…, die die Aufnahmen der 1980er Jahre enthält, erschien. Da sich Fans auch weiterhin für die Band interessierten, fand im The New Adelphi Club in Kingston upon Hull der erste Auftritt seit 27 Jahren statt. 2011 wurden drei neue Songs aufgenommen und als EP New Tricks veröffentlicht. Am 9. Dezember folgte ein weiterer Auftritt im The Adelphi. Im Juli 2012 kam Ricky Squires als Schlagzeuger hinzu, um Festivals und Konzerte in Italien, Belgien und Großbritannien abzuhalten. Im März 2013 war die Band auf dem Brofest zu sehen, während die Veröffentlichung einer weiteren EP unter dem Namen X Rated stattfand. Im Dezember erschien das Album Forgotten Dreams bei Pure Rocks Records. 2014 war Salem auf weiteren Festivals zu sehen wie etwa dem Play It Loud in Italien, dem Very 'Eavy in den Niederlanden, dem Headbangers Open Air in Deutschland, dem Paris Festival in Frankreich, dem Rock Diabetes Festival in England und dem Rock You to Hell in Griechenland. Zudem wurde ein Auftritt in Dubai abgehalten, bei dem Oli Davis das Schlagzeug übernahm. 2015 wurden die Live-Aktivitäten fortgesetzt, mit Konzerten in Belgien und England und Teilnahmen an Festivals wie dem Wildfire Festival in Schottland, dem BÄÄÄM Festival in Deutschland, dem British Steel Festival in Frankreich und den britischen Festivals Power and Glory Festival und dem RockWich Festival. Anfang des Jahres wurde ein zweites Musikvideo für den Song The Answer gedreht. Die Arbeiten hierzu fanden in Barton-upon-Humber und Beverley statt. Nachdem im Juli 2015 eine neu gemasterte Version von In the Beginning… veröffentlicht worden war, wobei die Lieder nun chronologisch geordnet waren, erschien 2016 das neue Album Dark Days. Im selben Jahr war die Gruppe auf dem Muskelrock in Schweden, erneut auf dem Headbangers Open Air sowie dem Heavy Metal Maniacs in den Niederlanden zu sehen. Zudem gab es Live-Shows in Belgien und Großbritannien mit Tygers of Pan Tang, Diamond Head, Witchfynde und Spartan Warrior. Für 2017 sind ein weiterer Auftritt auf dem Brofest sowie dem MataRock in Barcelona, in Belgien und erneut auf dem British Steel Festival geplant.

## Stil
Laut Malc Macmillan in The N.W.O.B.H.M. Encyclopedia spielt die Band auf dem ersten Demo Musik der NWoBHM in mittlerer Geschwindigkeit, die etwas „heavier“ als die von Ethel the Frog sei. Als Vergleich zog er die Gruppen Omen Searcher, Bashful Alley und Reincarnate heran. Auf der ersten Single klinge die Band härter und tendiere stärker Richtung Power Metal. Das Spiel der E-Gitarren und der Gesang erinnere stärker an H-Bomb als an Judas Priest oder Iron Maiden. Das folgende Demo sei recht melodisch und orientiere sich wieder stärker an früherem Material. Die Songs seien mit denen von Rhabstallion, Dealer und Midas vergleichbar. Otger Jeske schrieb in NWoBHM New Wave of British Heavy Metal The glory Days, dass die meisten Texte von Simon Saxby in Swords-&-Sorcery-Tradition geschrieben wurden. Anthalerero von stormbringer.at stellte fest, dass die Band „vermutlich in die Oberliga der NWoBHM aufgestiegen“ wäre, hätte sie das Album 30 Jahre früher veröffentlicht. Sie lebe jedoch „nun weitestgehend im Schatten der großen, lang dienenden Genrekollegen“. Auf dem Album sei nun eine weitaus stärkere Neigung zum Adult Orientated Rock als noch auf dem Vorgängermaterial vorhanden.

## Diskografie
- 1981: 1981 Demo (Demo, Eigenveröffentlichung)
- 1982: Cold as Steel/Reach to Eternity (Single, Hilton Records)
- 1983: 1983 Demo (Demo, Eigenveröffentlichung)
- 1983: 1983 Demo # 2 (Demo, Eigenveröffentlichung)
- 2010: In the Beginning… (Kompilation, High Roller Records/Pure Steel Records)
- 2011: New Tricks (EP, Eigenveröffentlichung)
- 2013: X Rated (EP, Eigenveröffentlichung)
- 2013: Forgotten Dreams (Album, Pure Rock Records)
- 2016: Dark Days (Album, Pure Steel Records)
- 2018: Attrition (Album, Dissonance Productions)
- 2019: Win Lose or Draw (Album, Dissonance Productions)